# Kibondo, Kigoma
Kibondo  este un oraș  în  partea de nord-vest a Tanzaniei, în regiunea Kigoma.